# CUSIP
CUSIP ([ˈkjuːsɪp]) - дев'ятисимвольний цифровий або буквено-цифровий код, який однозначно ідентифікує північноамериканський фінансовий цінний папір з метою полегшення клірингу та розрахунків платежів. Усі ідентифікатори CUSIP є взаємозамінними, що означає, що унікальний ідентифікатор CUSIP для кожного окремого цінного паперу залишається незмінним, незалежно від біржі, де акції були придбані, або місця, на якому вони були продані. CUSIP був прийнятий як американський національний стандарт Акредитованим комітетом зі стандартів X9 (ASC X9) і має позначення ANSI X9.6. CUSIP був повторно затверджений як стандарт ANSI в грудні 2020 року. Абревіатура CUSIP походить від Committee on Uniform Security Identification Procedures.
Система CUSIP належить Американській асоціації банкірів (ABA) і управляється компанією FactSet. Операційний орган, CUSIP Global Services (CGS), також виконує функції Національного нумерувального агентства (NNA) для Північної Америки, а CUSIP виконує функції Національного ідентифікаційного номеру цінних паперів (NSIN) для продуктів, випущених як у США, так і в  Канаді. Виконуючи роль NNA, CUSIP Global Services (CGS) також присвоює усі американські ідентифікаційні номери ISIN.
CUSIP працює під керівництвом призначеної індустрією Опікунської ради CUSIP, до складу якої входять керівники операційних та інформаційних підрозділів найбільших банків та інших фінансових установ вищого рівня.

## Приклади CUSIP
- Apple Inc.: 037833100
- Cisco Systems: 17275R102
- Google Inc.: 38259P508
- Microsoft Corporation: 594918104
- Oracle Corporation: 68389X105

## Зовнішні посилання
- Веб-сайт CUSIP Global Services
- Калькулятор TBA CUSIP